# Eurodicautom
Az Eurodicautom az Európai Bizottság úttörő jellegű terminológiai adatbázisa volt. 1975-ben a fordítók és az Európai Bizottság többi munkatársának feladatát akarták vele megkönnyíteni. 1980-ban már addig fejlesztették, hogy interneten keresztül a bizottság is hozzá tudott szólni. A bizottság bővülésével a kezdeti hat nyelvet hétre, kilencre, végül tizenegyre bővítették. Ezen kívül a tudományos neveket latinul is meg lehetett találni. Olyan felhasználói felületet alakítottak ki, melynek segítségével a nagyközönség is ingyenesen hozzáférhetett a rendszerhez. A Rennes-i Egyetemen fordítástechnikát és terminológiát tanuló hallgatók gyakran besegítettek az adatbázis fejlesztésébe, sokszor ellenőrizték a fordításokat és új nyelvi bejegyzéseket is létrehoztak. 2007-ben az Eurodicautom szerepét átvette az IATE rendszere.

## Külső hivatkozások
- IATE - European Terminology Database